# Robert Bell (musicien)
Pour les articles homonymes, voir Robert Bell et Bell.
Pour les articles homonymes, voir Robert Bell.
Robert « Kool » Bell, né Robert Earl Bell le 8 octobre 1950 à Youngstown, en Ohio (États-Unis), est un bassiste et producteur de musique américain. Il est un des membres fondateurs du groupe Kool & The Gang.

## Biographie
Bell a grandi à Jersey City dans le  New Jersey. Il a commencé à jouer du jazz avec son frère Ronald Bell et, en 1964, il forme un groupe de musique appelé Jazziacs. Il a commencé à jouer dans des clubs à New York dans le cadre de groupe de différents noms avant de s'installer sous le nom Kool and The Gang en 1969.